# Surfařka (film, 2011)
Surfařka je americký film z roku 2011. Byl natočen podle skutečné události.

## Děj
Bethany Hamilton je dospívající dívka, která bojuje sama se sebou. Touží se stát profesionální surfařkou, a dokonce si svůj sen začne plnit, když zvítězí v závodě amatérských surfařek. Její sny ovšem přeruší útok žraloka, při kterém přijde o celou levou paži. Bethany se i přes traumatizující zážitek rozhodne vrátit zpět k surfování. Znovu začne trénovat a vypadá to, že by se mohla vrátit zpět k nejlepším. V regionálním kole je ovšem tvrdě poražena a ztratí všechnu naději. Následně se rozhodne odjet do Thajska, pomahát obětem ničivé vlny tsunami. V Thajsku znovu objeví chuť surfovat. Po návratu domů požádá svého otce, jestli by ji nemohl pomoct s vylepšením prken. Začne opět tvrdě trénovat a probojuje se až do národního kola. V národním kole předvede bojový výkon a skončí na pátém místě.

## Obsazení
| AnnaSophia Robbová  | Bethany Hamilton       |
| Helen Hunt          | Cheri Hamilton         |
| Dennis Quaid        | Tom Hamilton           |
| Lorraine Nicholson  | Alana Blanchardová     |
| Carrie Underwood    | Sarah Hill             |
| Kevin Sorbo         | Holt Blanchard         |
| Jeremy Sumpter      | Byron                  |
| Ross Thomas         | Noah Hamilton          |
| Sonya Balmores      | Malina Birch           |
| Chris Brochu        | Timmy                  |
| David Chokachi      | paramedik              |
| Kelly Crean         | Vicky                  |
| Irie Driscoll       | mladá Bethany Hamilton |
| Kim Morgan Greene   | Patsy Lee Brown        |
| Tiffany Hofstetter  | Rosemary               |
| Branscombe Richmond | Ben                    |
| Shelley Trotter     | ošetřovatelka          |
| Dutch Hofstetter    | Brandon                |
| Craig T. Nelson     | doktor David Rovinksy  |
| Titus Kinimaka      | Titus                  |
| pes Hanalei         | Ginger                 |